# NGC 5160
NGC 5160 est une paire d'étoiles située dans la constellation de la Vierge. L'astronome prussien Heinrich Louis d'Arrest a enregistré la position de cette paire le 7 février 1862.